# HD 11506 c
HD 11506 c는 고래자리 방향으로 지구로부터 약 176.46 광년 떨어진 곳에 있는 항성 HD 11506 주위를 도는, 외계 행성이다. 모항성은 분광형 G의, 태양과 매우 비슷한 주계열성이다. c는 HD 11506 행성계에서 두 번째로 발견된 외계 행성이다. 최소 질량은 목성의 82퍼센트, 1 공전 주기는 약 170일이다. 그러나 궤도는 매우 이심률이 크며 항성에 가까워졌을 때는 0.37, 멀어졌을 때는 0.91 천문단위까지 물러난다. 평균 공전 궤도 거리는 0.64 천문단위이다.

## 같이 보기
- HD 11506 b

## 참고 문헌
- Tuomi 연구진 (2009). “Bayesian analysis of the radial velocities of HD 11506 reveals another planetary companion”. 《Astronomy & Astrophysics》. arXiv:0902.2997.